# The Room Two
The Room Two (с англ. — «Комната Два») — это инди-игра и мистическая головоломка, разработанная независимой британской студией Fireproof Studios. Игра была изначально выпущена в декабре 2013 года для планшетных устройств iPad, а позже затем для мобильных устройств Android и персональных компьютеров. Суть The Room Two сводится к тому, что игрок должен изучать закрытые помещения, предметы и мебель на наличие тайников и скрытых головоломок.
The Room Two является продолжением The Room 2012 года выпуска и предшествует игре The Room Three. Фактически игра использует аналогичный игровой процесс, но разрабатывалась уже с привлечением больших бюджетных средств, полученных от успешных продаж первой игры. Поэтому Two предлагает игроку больше разнообразных локаций с предметами, а также более цельный сюжет.
Игровые критики похвалили игру, указав на значительные улучшения в сравнении с The Room, в частности большее разнообразие локаций, а также усложнение головоломок за счёт того, что игрок должен перемещаться между несколькими предметами. Тем не менее некоторые критики по прежнему указывали на то, что прохождение в игре слишком короткое, или же замечали, что игра не предлагала инновационных изменений.

## Игровой процесс

Демонстрация одной из комнат, в которой игрок должен найти все возможные тайники

The Room Two, как и её предшественница представляет собой мистическую трёхмерную головоломку. Однако вместо шкатулки игрок должен изучать одновременно целое помещение с мебелью и предметами декора на наличие скрытых дверц и выдвижных ящиков. Игровой процесс аналогичен The Room, игрок должен выискивать в предметах потайные места, находить, ключи, ручки от шкафа, диски или другие фрагменты. С помощью них игрок может открыть новые дверцы и находить новые головоломки. Для их решения игроку зачастую надо манипулировать предметами, вращать, перемещать их и подбирать правильные комбинации, которые в свою очередь можно узнать с помощью скрытых подсказок.
Игрок может собирать найденные предметы в инвентаре, а также пользоваться волшебным окуляром, позволяющим видеть сквозь стены и находить фигуры, скрытые в другом измерении. Их поиск также является необходимым условием продвижения в игровом процессе. Решение головоломок с фигурами из скрытого измерения не сходится с законами физики, например, игрок должен подобрать правильный ракурс, чтобы фрагменты сложились в правильный узор, таким образом «ниоткуда» появляются новые предметы или же меняется их форма.

### Сюжет
Сюжетная линия продолжает историю, начавшеюся в The Room. Управляемый герой оказывается заточённым в карманном измерении, созданным сущностью, привлечённой нулевым элементом. Его цель — найти автора заметок «А. С.», который первым обнаружил связь волшебного свойства шкатулок с нулевым элементом. Находя новые записки, управляемый персонаж узнаёт, что «А. С.» узнал, что оказался запертым в карманном измерении и может перемещаться между несколькими замкнутыми пространствами, представленными в виде закрытых помещений в разных точках мира, но связанных каким то образом с нулевым элементом, который исказил их реальность. Когда игрок раскрывает все загадки в помещении, «ноль» перемещает игрока в другое место. «А. С.» в заметках предупреждает, что герой должен как можно быстрее перемещаться между помещениями, так как слишком долгое пребывание приводит к постепенному безумию. Сам же «А. С.» зашёл слишком далеко, чтобы иметь возможность сбежать. По мере прохождения, герой находит мумифицированный труп «А. С.», который умер уже судя по всему много лет назад из-за странного течения времени внутри измерения «ноль». Становится ясно, что «ноль» также связан с неким злым существом, представленным в виде чёрных щупалец и оно пытается поймать управляемого персонажа. Герой в конце концов возвращается в комнату, где происходило действие первой игры и ему даётся сбежать из дома, который оказывается уничтожен существом.

## Разработка
Созданием The Room Two занималась независимая британская студия Fireproof Games. Разработка игры началась после большого успеха игры The Room. Заручившись большими денежными средствами, полученными с доходов от продаж The Room, команда создателей решила создать аналогичную игру, однако «лучшею во всех смыслах». Если над первой игрой работал один программист и два художника, то над The Room Two работали уже 4 программиста и 8-10 художников. Сам процесс разработки растягивался, так как команде надо было дожидаться дополнительных денежных средств от продаж The Room. Барри Мид заметил, что создатели были счастливы снова приняться та разработку головоломки, чтобы воплотить в ней идеи, не возможные при создании первой игры. Также создатель заметил, что если бы «ещё тогда» его команде пришлось сотрудничать с издателем, The Room бы никогда не была создана в её современном виде. Хотя решение работать без посредников было рискованным, тем не менее данный риск в полной мере себя оправдал и команда имеет возможность заниматься дальнейшей разработкой аналогичных игр, призванных «найти отклик у игроков, а не вытягивать из них деньги».
Мид однако признался, что их первая игра получилась меньше, чем того заслуживала, и эту ошибку они хотели исправить, при создании продолжения. «Практически во всех отношениях „The Room Two“ является более полноценной игрой, чем первая: она наследует все её преимущества, но предлагает более разнообразный и глубокий игровой процесс. Объекты стали сложнее и интерактивнее». По этой причине сам процесс разработки был сложнее и требовал больше времени вместе с многочисленными тестами. Хотя разработчики признались, что вероятно у них никогда не хватит средств на создание игры класса «ААА», однако они вложат все возможные усилия в создание реалистичной игры с богатым геймплеем и качественной графикой. Также особенность The Room Two заключается в том, что она вводит более полноценную сюжетную линию в сравнении с предшественником. Разработчики заметили, что ввели историю и решили развить внутриигровую мифологию согласно многочисленным просьбам фанатов The Room.
Выход игры состоялся 12 декабря 2013 года для планшетов, поддерживающих iOS 7 и новее. Игра стала универсальным приложением, для iPhone в январе 2014 года. 13 февраля 2014 года была выпущена версия для Android. 5 июля 2016 года была выпущена версия для Microsoft Windows с улучшенной графикой.

## Восприятие
После выхода, The Room Two добилась всеобщего признания со стороны игровых критиков. Игра была удостоена награды «выбор редакции» в iTunes, а также получила оценку одобрения 88 баллов из 100 возможных по версии агрегатора Metacritic на основе 25 рецензий. Игра также была номинирована две премии BAFTA — «британская игра года» и «мобильная игра года». 6 марта 2014 года команда разработчиков Fireproof Games объявила, что им удалось продать 1.2 миллионов копий игры, а вместе с оригинальной The Room — 5,4 миллионов копий.
Летом 2018 года, благодаря уязвимости в защите Steam Web API, стало известно, что точное количество пользователей сервиса Steam, которые играли в игру хотя бы один раз, составляет 199 346 человек.

### Критика
| Сводный рейтинг       | Сводный рейтинг |
| Агрегатор             | Оценка          |
| --------------------- | --------------- |
| GameRankings          | 89,72 %         |
| Metacritic            | iOS: 88/100     |
| Иноязычные издания    |                 |
| Издание               | Оценка          |
| Edge                  | 8/10            |
| Eurogamer             | 8/10            |
| Game Informer         | 8,25/10         |
| IGN                   | 8,6/10          |
| TouchArcade           | iOS:            |
| Русскоязычные издания |                 |
| Издание               | Оценка          |
| PlayGround.ru         | iOS:            |

Критик сайта Apple’N’Apps заметил, что The Room Two — это не просто игра, а «настоящий захватывающий опыт, значительно расширяющий возможности оригинальной игры. Это один из лучших способов скоротать время за iPad, чтобы погрузиться в увлекающее сенсорное испытание». Критик Grab It Magazine также назвал The Room Two великолепной игрой, подводящей только своей плохой реиграбельностью. «Однако если вы фанат головоломок и ночных кошмаров, вам непременно стоит опробовать данную игру. А самой команде создателей Fireproof удалось удовлетворить ожидания своих поклонников».
Джеймс Патерсон, критик сайта TouchArcade заметил, что The Room Two унаследовала все лучшие качества своего предшественника, предложив ещё более сложные, потрясающие головоломки, лучшею графику и более целостную историю. Отдельно критик оценил введение в игру нескольких профилей, которые позволяют играть нескольким людям на одном устройстве, не мешая друг другу. Игре удаётся отлично передавать жуткую атмосферу мрачности, «которая заставляет задуматься о неизвестном, при решении очередной головоломки». Сами квесты стали сложнее за счёт того, что игроку придётся переключаться между несколькими предметами в одной локации, при обилии визуальных деталей, не влияющих на игровой процесс. Для игрока может оказаться затруднительным ориентироваться в пространстве и он запросто забудет о какой либо нужной детали. Рецензент также заметил, что «музыка на протяжении всей игры даёт понять, что вы находитесь в какой-то ужасной ситуации, но она никогда не становится центром внимания. Каждый щелчок, стук, удар и механическая шлифовка идеальны». Джеймс однако указал, что игра по прежнему выглядит короткой и её хватит лишь на несколько часов, также некоторым игрокам может не понравится система подсказок, так что критик советует отключить их.
Андреа Палмизано с игрового сайта Multiplayer.it заметила, что команде создателей Fireproof Games удалось сделать почти не возможное — создать дебютную игру для мобильной платформы и добиться большого коммерческого успеха. Особенно на фоне высокой конкурентной среды в App Store, где «совершенно обыденно, что очередной шедевр теряется в потоке бесконечных выпусков новых игр». Критик заметила, что The Room Two, как созданной на волне успеха предшественника The Room удаётся повысить планку качества, чтобы не разочаровать уже сформированную фанатскую аудиторию. Игра, как и её предшественница «подкупает обилием хорошо проработанных, интригующих, интересных и согласованных головоломок, а также возможностью с помощью сенсорного экрана взаимодействовать со всеми деталями в игре». Критик также похвалила большее разнообразие локаций и предметов в сравнении с предыдущей игрой и от того более повышенную сложность представленных головоломок. Игра также подкупает своей мистичной, тревожной и клаустрофобной атмосферой, а для полного погружения, рецензентка советует играть в The Room Two вместе с наушниками.
Более сдержанный отзыв оставил критик сайта Arcade Sushi, считая наоборот, что The Room Two не предлагает чего-то кардинально нового, предлагая абсолютно аналогичный игровой процесс, мрачную атмосферу и такую же историю с нераскрытым концом. Критик также указал на то, что несмотря на большее разнообразие локаций и визуальную красоту, представленные головоломки в игре недостаточно сложны, а уведомления с подсказками могут показаться раздражительными для некоторых игроков и советует отключить их в настройках. В итоге критик подытожил, что The Room Two паразитирует на успехе The Room, как это принято в киноиндустрии.